# Seychelle Gabriel
Seychelle Suzanne Gabriel (Burbank, 25 de março de 1991) é uma atriz e cantora norte-americana.

## Vida e carreira
Seychelle Gabriel nasceu em Burbank, Califórnia filha de Michelle e Guy Gabriele e é descendente de mexicanos. Ela se formou na Burbank High School em 2009.
Gabriel apareceu em filmes como The Spirit, já se apresentou no The Tonight Show, um talk show de fim de noite, e teve um papel recorrente em Weeds série de televisão. Ela também apareceu em um episódio de Zoey 101, também participou do filme Honey 2 como uma dançarina chamada Tina.
Em 2010 interpretou a  personagem Princesa Yue no filme The Last Airbender que foi baseado no desenho de animação, Avatar: The Last Airbender) e de 2012 a 2014 foi a voz de Asami Sato em A Lenda de Korra, segunda fase do desenho.
Em 2011 fez parte do elenco da série de ficção científica Falling Skies do canal TNT como Lourdes Delgado.

## Filmografia

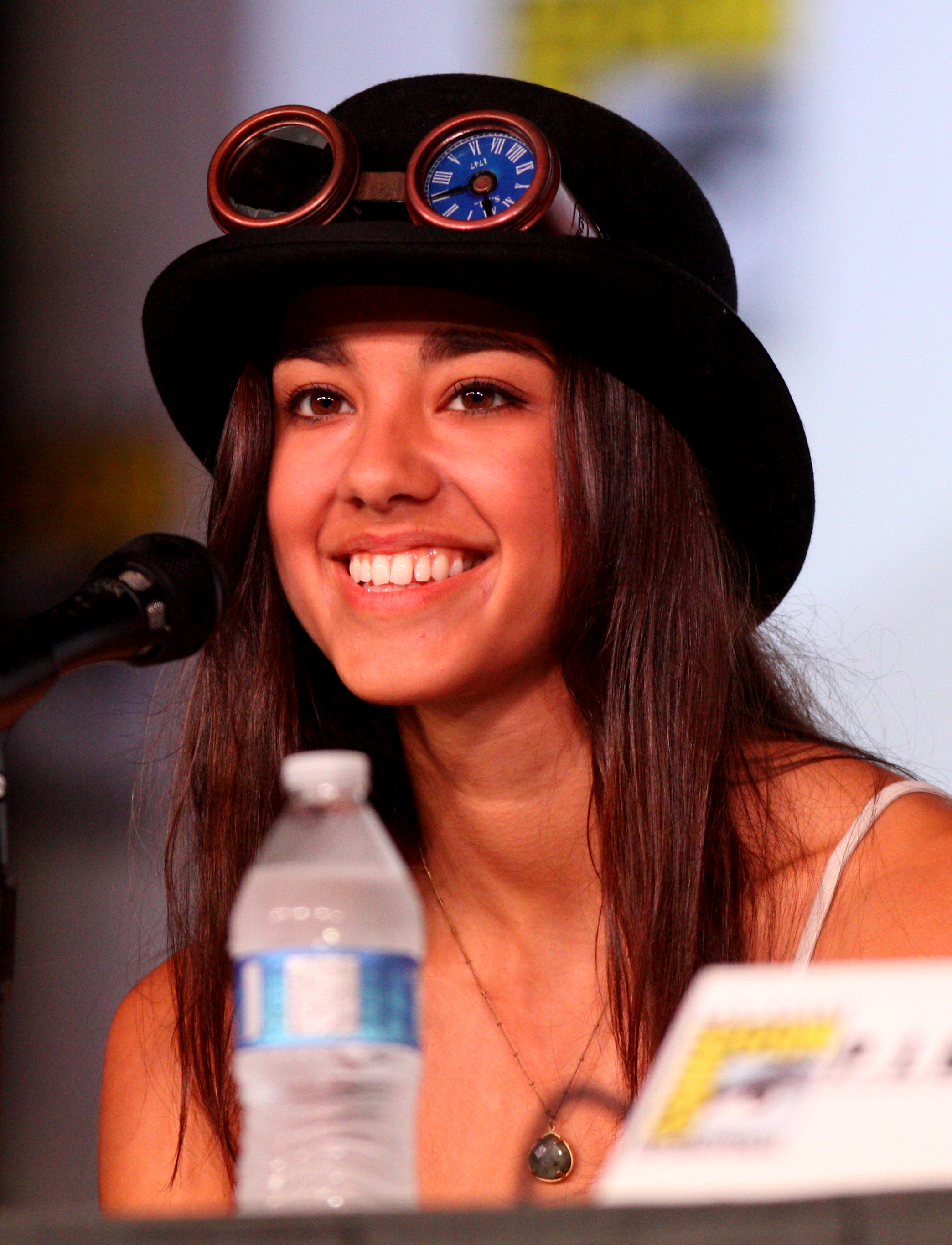

| Ano  | Título                   | Personagem         | Notas |
| ---- | ------------------------ | ------------------ | --- |
| 2008 | The Spirit               | Sand Saref (jovem) | |
| 2010 | The Last Airbender       | Princesa Yue       | Indicado - Young Artist Awards de Melhor Performance em Longa-Metragem (Jovem Atriz Coadjuvante); Indicado - Framboesa de Ouro de Pior Casal de Cinema (com todo o elenco) |
| 2011 | Honey 2                  | Tina               | |
| 2014 | Jabbawockeez: Regenerate | Allison            | Curta-metragem |
| 2016 | Sleight                  | Holly              | |
| 2018 | Blood Fest               | Sam                | |
| 2021 | The Tomorrow War         |                    | Pós-produção |

| Ano     | Título              | Personagem           | Notas                                     |
| ------- | ------------------- | -------------------- | ----------------------------------------- |
| 2007    | Zoey 101            | Very Attractive Girl | Episódio: "Zoey's Ribs"                   |
| 2009    | Weeds               | Adelita Reyes        | 3 episódios                               |
| 2010    | Miami Medical       | Lucy                 | Episódio: "An Arm and a Leg"              |
| 2011-14 | Falling Skies       | Lourdes Delgado      | Principal (1ª-4ª Temporada); 38 episódios |
| 2012-14 | A Lenda de Korra    | Asami Sato (voz)     | Principal (1ª-4ª Temporada); 37 episódios |
| 2013    | Revenge             | Regina George        | 4 episódios                               |
| 2015    | Beautiful & Twisted | May                  | Telefilme                                 |
| 2017    | Sleepy Hollow       | Lara                 | 3 episódios                               |
| 2018    | Fortune Rookie      | Seychelle (voz)      | Episódio: "Nemesis"                       |
| 2019    | Blackout            | Izzy Itani           | 8 episódios                               |
| 2019    | Get Shorty          | Giulia               | 3 episódios                               |

| Ano  | Título     | Personagem        | Notas |
| ---- | ---------- | ----------------- | ----- |
| 2012 | The Living | Dr. Anne Stephens |       |